# سلطان (اسم)
سلطان هو اسم علم مذكر من أصل عربي، ومعناه هو الحجة القدرة التسلط الملك المالك قال تعالى: ﴿وما كان لي عليكم من سلطانٍ ﴾ [إبراهيم من الآية 22] أي من حجة وسلطان.

## شخصيات تحمل الاسم
- سلطان الأطرش (سياسي سوري، 5 مارس 1891 – 26 مارس 1982)
- سلطان الراعي (ممثل باكستاني، 24 يونيو 1938 – 9 يناير 1996)
- سلطان إبراهيموف (ملاكم روسي، 8 مارس 1975 – )
- سلطان باهو (شاعر هندي، 17 يناير 1630[2][3] – 1 مارس 1691[2][3])
- سلطان بن سلمان بن عبد العزيز آل سعود (27 يونيو
- 1956 – )
- سلطان بن بجاد (1351هـ)
- سلطان بن عبد العزيز آل سعود (ولي عهد المملكة العربية السعودية الأسبق، 30 ديسمبر 1930 – 22 أكتوبر 2011[4])
- سلطان بن محمد القاسمي (حاكم إمارة الشارقة وعضو المجلس الأعلى للإتحاد الإماراتي، 6 يوليو 1939 – )
- سلطان حسين الأول الصفوي (شاه صفوي، 1668[5][6][7] – 1726[5][6][7])
- سلطان كوزن (10 ديسمبر 1982 – )
- سلطان ولد (فيلسوف إيراني، 1 مايو 1226 – 19 نوفمبر 1312)

## وصلات خارجية
- موسوعة السلطان قابوس لأسماء العرب نسخة محفوظة 5 أبريل 2019 على موقع واي باك مشين.